# V446 Herculis
Nova
Variable cataclysmique
V446 Herculis (ou Nova Herculis 1960) était une nova qui survint en 1960 dans la constellation d'Hercule. Elle atteignit une magnitude minimale (correspondant à une luminosité maximale) de 2,8.
Elle a été découverte par Olaf Hassel le 7 mars 1960.

## Coordonnées
- Ascension droite : 18h 57 m 21s.51
- Déclinaison : +13° 14' 27".3